# Igano Kabamaru
Igano Kabamaru (яп. 伊賀野カバ丸 Игано Кабамару) — манга, автором которой является Ю Адзуки. Публиковалась издательством Shueisha в журнале Bessatsu Margaret с октября 1982 года по сентябрь 1983 года. По мотивам манги студией Group TAC был выпущен аниме-сериал, который транслировался по телеканалу Nippon Television с 20 октября 1983 года по 29 марта 1984 года. Всего выпущены 24 серии аниме. Сериал был дублирован на французском, итальянском и арабском языках.

## Сюжет
Кабамару потерял родителей ещё в раннем возрасте, и его приютил дед по имени Сайдзо Игано. Вместе с другой девочкой-сиротой по имени Кирино он постигал навыки ниндзя. Однако Сайдзо был невероятно строгим и наказывал за любые неповиновения, прибегая к насилию. Однажды дети делают попытку сбежать, однако дед ловит Кабамару, а Кирино успешно сбегает. Проходит несколько лет, Кабамару уже подросток, а дед умирает. Парень отправляется жить в Токио к старой знакомой деда Ран Оокубо и с трудом адаптируется к городской жизни, так как всю жизнь прожил в горах вдали от цивилизации. У Ран есть прелестная внучка по имени Май Оокубо, которая живёт с бабушкой после смерти родителей. Кабамару сразу влюбляется в девушку, но та считает его слишком «грубым и диким». Параллельно Кабамару оказывается втянутым в борьбу между учениками двух школ: Кингьёки и Огьёки, чей конфликт не прекращался уже полвека. Так Кабамару решает принять участие в спортивных соревнованиях.

## Роли озвучивали
- Рюсэй Накао — Кабамару
- Май Татихара — Май Окубо
- Акира Камия — Сидзунэ Мэдзиро
- Хидэюки Танака — Хаятэ Кирино
- Эйко Ямада — Ран Окубо
- Масако Нодзава — Су Мацуно
- Ёко Асагами — Каору Нанокуса
- Сигэру Тиба — Канамэ Мэдзиро
- Кэнъити Огата — Сайдзо Игано
- Юсаку Яра — Замдиректора
- Акио Нодзима — Майдзима
- Дайсукэ Гори — Сиракава
- Миина Томинага — Намико